# Walerij Bołdin
Walerij Iwanowicz Bołdin (ur. 7 września 1935 w obwodzie jarosławskim, zm. 14 lutego 2006) – radziecki polityk.
Absolwent wydziału ekonomii Moskiewskiej Akademii Rolniczej im. K. Timiriaziewa i Akademii Nauk Społecznych przy KC KPZR. W 1985 doradca sekretarza generalnego KC KPZR. W latach 1987–1991 kierownik wydziału ogólnego KC. W 1990 członek Rady Prezydenckiej ZSRR i szef administracji  prezydenta Michaiła Gorbaczowa. W sierpniu 1991 aresztowany w związku ze sprawą Państwowego Komitetu Stanu Wyjątkowego, na mocy uchwały Dumy Państwowej w lutym 1994 został ułaskawiony.